# Білобрам Надія
Надія Корнилівна Білобрам (24.07.1910 Старий Самбір — 1941) — керівник зв'язку Станіславського обласного проводу ОУН.

## Життєпис
Закінчила гімназію «Рідної Школи». Була членом Пласту (курінь «Ті, що греблі рвуть»), працювала в підпіллі, керувала зв'язком Станіславського обласного проводу ОУН. Тричі відбувала покарання в польських тюрмах.
Особисто брала участь у ліквідації польського генерала.
Заарештована 10.09.1940. Військовим трибуналом 12-ї армії Київського ОВО 31.03.1941 засуджена до розстрілу.
Страчена НКВС.

## Відзнаки
- Залізний Пластовий Хрест (2013).

## Публікації
За сприяння Громадського руху Олександра Шевченка «Країна гідності і правди» про Надію Білобрам видано книгу Івано-Франківського краєзнавця Зіновія Бойчука «Від пластового вишколу — до членства в ОУН».